# Ругамбва, Новатус
Новатус Ругамбва (англ. Novatus Rugambwa; род. 8 октября 1957, Букоба, Танганьика) — танзанийский прелат, куриальный сановник и ватиканский дипломат. Заместитель секретаря Папского Совета по пастырскому попечению о мигрантах и странствующих с 28 июня 2007 по 6 февраля 2010. Титулярный архиепископ Тагарии с 6 февраля 2010. Апостольский нунций в Сан-Томе и Принсипи с 6 февраля 2010 по 5 марта 2015. Апостольский нунций в Анголе с 20 февраля 2010 по 5 марта 2015. Апостольский нунций в Гондурасе с 5 марта 2015 по 29 марта 2019. Апостольский нунций в Новой Зеландии и апостольский делегат на Тихом океане с 29 марта 2019 по 27 июля 2024. Апостольский нунций в Палау и на Фиджи с 25 мая 2019 по 27 июля 2024. Апостольский нунций в Кирибати, на Маршалловых Островах, Науру и Тонга с 30 ноября 2019 по 27 июля 2024. Апостольский нунций в Самоа с 17 апреля 2020 по 27 июля 2024. Апостольский нунций на Островах Кука со 2 февраля 2021 по 27 июля 2024. Апостольский нунций в Федеративных Штатах Микронезии с 30 марта 2021 по 27 июля 2024.

## Ранние годы, образование и священство
Новатус Ругамбва родился 8 октября 1957 года в Букобе, в Танганьики, ныне Танзания, и 6 июля 1986 года был рукоположен в священника в епархии Букобы. Он имеет учёную степень в области канонического права. В 1987 году он был принят в Папскую Церковную академию для изучения дипломатии.

## Дипломатическая карьера
1 июля 1991 года  Ругамбва поступил на дипломатическую службу Святого Престола и служил в папских дипломатических миссиях в Панаме, Республике Конго, Пакистане, Новой Зеландии и Индонезии.
28 июня 2007 года он был назначен заместителем секретаря Папского совета по пастырской заботе о мигрантах и странниках.
6 февраля 2010 года Папа Бенедикт XVI назначил монсеньора Ругамбву титулярным архиепископом Тагарии и апостольским нунцием в Сан-Томе и Принсипиref name=vatbio>Rinunce e Nomine, 06.02.2010 (Press release). Holy See Press Office. 6 февраля 2010. Дата обращения: 17 октября 2019.</ref>. 20 февраля 2010 года он был назначен апостольским нунцием в Анголе. Его епископское посвящение состоялось 18 марта 2010 года, возглавил её кардинал Тарчизио Бертоне, который был главным консекратором, а епископы Пьер Джорджио Миккиарди и Несториус Тиманьива были главными соконсекраторами.
5 марта 2015 года Папа Франциск назначил Ругамбву апостольским нунцием в Гондурасе.
29 марта 2019 года Папа Франциск назначил Ругамбву апостольским нунцием в Новой Зеландии и апостольским делегатом на Тихом океанеа. 25 мая того же года он был назначен апостольским нунцием на Фиджи и Палау. 30 ноября того же года Ругамбва назначен апостольским нунцием на Маршалловых островах, Кирибати, Науру и Тонга. 17 апреля 2020 года он был также назначен апостольским нунцием на Самоа. 2 февраля 2021 года Ругамбва был назначен апостольским нунцием на Островах Кука, должность, которая была вакантной с 2018 года, а 30 марта того же года — в Микронезии.

## Плохое здоровье
29 октября 2023 года нунций Ругамбва перенёс тяжелый инсульт. Первое время он оставался в больнице Веллингтона в тяжёлом, но стабильном состоянии. В результате он не смог посещать мероприятия, в первую очередь: вручение паллия архиепископу Полу Мартину (5 ноября) в церкви Святой Марии Ангелов в Веллингтоне и восстановление святых таинств на Высоком Алтаре и благословение Ангелов собора Святого Иосифа в Данидине (19 ноября). 23 ноября Конференция католических епископов Новой Зеландии объявила, что он был переведён в больницу Кенепуру для начала своей полноценной реабилитации. В марте 2024 года он отправился в Рим, чтобы продолжить свою реабилитацию в местном католическом учреждении. а 27 июля 2024 года Папа Франциск назначил нового апостольского нунция в Новую Зеландию — архиепископа Габора Пинтера, бывшего до этого апостольским нунцием в Гонудрасе.